# Roosisaare
Roosisaare – wieś w Estonii, w prowincji Võru, w gminie Võru. Wieś jest położona nad brzegiem jeziora Vagula